# Michèle Ressi
Michèle Vessillier, dite Michèle Ressi », est une chercheuse en sciences humaines, romancière, dramaturge et scénariste française.

## Biographie

### Chercheur
Michèle Vessillier est née à Paris le 12 juillet 1942, d’un père roumain  et d’une mère française, universitaire et essayiste – le nom d’Élisabeth Vessillier apparaît plusieurs fois dans ses livres, comme collaboratrice ou comme dédicataire. Elle entre au CNRS en 1973 et achève sa thèse de doctorat d’État ès sciences économiques, La Crise du théâtre privé, publiée en 1974 aux PUF. Jeune attachée, puis chargée de recherche, elle ne postulera pas au grade de directeur, indispensable pour « faire carrière » : paperasserie administrative et responsabilité d’une équipe, rien ne doit entraver sa liberté selon elle.
Passionnée d’art et de culture, elle consacre l’essentiel de ses travaux aux artistes, à leur place dans la société, au statut juridique et à l’économie de la création. Elle est la première à évaluer le total des droits d’auteur (édition, théâtre, audiovisuel et musique), oubliés de la comptabilité nationale et de l’INSEE. Le Métier d’auteur paraît chez Dunod en 1982 avec une préface de Didier Decoin et fait date. L’année suivante, l'Académie des sciences morales et politiques lui décerne le prix Jean Finot, qui « récompense un ouvrage aux tendances sociales profondément humanitaires et bienfaisantes ». Sous le titre The Author’s Trade, il est publié dix ans après aux États-Unis, et inclut la seconde catégorie de créateurs (peintres et sculpteurs, graphistes et photographes).
Son rapport général sur La Situation sociale des travailleurs culturels dans les pays de la CEE en 1988, confère une dimension européenne à ses recherches. Entre-temps, paraîtront une dizaine d’essais sur le métier d’écrire, la condition d’artiste, le théâtre, toujours traités dans une perspective historique.

### Auteur
Ce goût et cette proximité avec l’art, thématique récurrente du chercheur, se manifestent plus directement dans l’autre vie de Michèle Ressi. Adolescente, elle joue dans plusieurs téléfilms, notamment Do mi sol, trois filles à marier, dont elle écrit le scénario, préfigurant ce qui devient sa passion première : écrire. 
Elle commence comme parolière de chansons et enregistrera une vingtaine de titres. Toi et moi, avec Mireille Mathieu, reste plusieurs semaines au hit-parade en 1970, mais Le Chemin du ciel, avec la même interprète, n’a pas le même succès. Enfants d’aujourd’hui, hommes de demain, sur une musique de Paul Mauriat, interprétée par Michèle Torr, est deux fois primée au festival de Tokyo en 1971. L’année suivante, à l’Olympia, Caterina Valente chante Katy, Katia, Catherine, « aériennes variations » sur fond de bossa-nova, saluées par la critique.
Elle s'essaye au documentaire et au cinéma, avec trois scénarios pour Max Pécas, juste après Jean-Patrick Manchette, à l'instar duquel elle se lance dans le polar. Son quatrième roman, Le Mort du bois de Saint-Ixe, obtient le prix du Quai des Orfèvres en 1974. Claude Désiré, directeur de la fiction de la toute nouvelle Antenne 2, lui demande de l'adapter pour la télévision. Elle refuse, proposant à la place un scénario original, qu'il accepte et produit : c’est La Preuve par treize, feuilleton de 26 épisodes, avec en vedette une jeune débutante, Sabine Azéma.
En dix ans, elle enchaîne une vingtaine d’heures comme scénariste-dialoguiste, consacrée par un premier succès d’audience avec Ma mie Rose, incarnée par Gisèle Casadesus. Les Dames de cœur, série de 6 épisodes de 52 minutes, six fois rediffusée, réunit Gisèle Casadesus, Odette Laure, Madeleine Robinson, et quelques guest stars.
Ses deux derniers téléfilms, diffusés sur TF1 en 1983, s’offrent deux têtes d’affiche de cinéma : Dany Carrel, dans La Dernière cigarette et Danielle Darrieux dans La Dame aux mille et une vies. Pour sa collaboration finale au petit écran, en 1984, elle est dialoguiste pour 30 épisodes d’une des premières sitcoms françaises, Rue Carnot avec Corinne Marchand. Elle refuse deux autres propositions, peu encline à l'écriture à la chaîne et au morcellement du travail.
À partir de 1985, Michèle Ressi se voue au théâtre : espace de rencontre avec les acteurs et liberté plus grande que dans une télévision devenue trop commerciale, sinon industrielle. Huit pièces sont jouées, entre les petites scènes du Festival d’Avignon et du Quartier latin à Paris (Théâtre de Poche, La Huchette), les grandes salles de boulevard des tournées (galas Karsenty-Herbert en France, Belgique, Suisse), ainsi qu'à la Comédie des Champs-Elysées.
Première entrée en scène : « La Part du rêve, c’est tout d’abord un beau texte, l’histoire simple et cruelle d’un metteur en scène de théâtre emprisonné et qui supplie son gardien de lui donner un crayon et du papier. Et, dans sa tête trop pleine et trop vide, l’homme laisse s’agrandir "la part du rêve", celle qu’aucune prison ne pourra jamais censurer… Un très beau voyage immobile de la vie à la mort, très bien servi par un Julian Negulesco (le prisonnier) pathétique et juste… »
Côté théâtre de boulevard : Les Mariés de midi, avec « La bombe Mercadier… L’intrigue fonctionne comme le mécanisme bien huilé des deux bombes qui explosent au milieu de la pièce. Car les Mariés de Midi vivent avec leur temps… »
Dans le genre pièce historique, Les Amants du siècle : « Attention, romantisme à l’état pur ! La dramaturge Michèle Ressi nous entraîne à la suite d’une union fougueuse, celle de George Sand avec le jeune et beau poète Alfred de Musset… Nous les découvrons avec plaisir dans ce texte tourbillonnant, à la fois drôle, percutant et bien documenté. »
La Fontaine, le Libertin de Dieu ressort de la même veine historique : « Le libertin de Dieu… Un beau texte que Tréjan distille en en savourant le goût, comme si c’était le fabuliste lui-même qui s’étonnait encore de la grâce d’écrire et de dire qui est en lui… C’est du théâtre comme on le mériterait. »
Elle écrit aussi une saga en livre de poche, Marie-Bataille, dont quatre tomes paraissent en 1990 aux Presses de la Cité.
Sa rencontre avec Henri-Georges Clouzot est l’un moments marquants de sa vie. À titre d’amie et de collaboratrice, elle en témoigne à l’occasion du centenaire de la mort du cinéaste, dans le documentaire de Pierre-Henri Gibert, Le Scandale Clouzot (2017).
Deux autres passions, l'Histoire et les citations remontent à ses premiers travaux de chercheur. Elles se sont épanouies au théâtre (La Fontaine, le Libertin de Dieu et Sand et Musset, les Amants du siècle), et on les retrouve au cœur de trois de ses ouvrages, à commencer par Le Dictionnaire des citations de l’Histoire de France qui sort aux éditions du Rocher en 1990, préfacé par Pierre Miquel, très bien accueilli par la presse, malheureusement victime collatérale de la guerre du Golfe qui vide les librairies en janvier 1991. Vingt ans après, L’Histoire de France en 1000 citations paraît chez Eyrolles, avec une préface de Jean Favier.

## Œuvre

### Recherche
- La Crise du théâtre privé, Paris, PUF, 1974, 227 p. (ISBN 978-2-13-040537-5)
- La Situation sociale des travailleurs culturels dans les pays de la CEE, Commission des Communautés européennes, 1988
- Le Métier d’auteur : comment vivent-ils ?, Paris, Dunod, 1982, 399 p. (ISBN 2-04-015480-9)
- The Author’s trade : How Do Authors Make a Living?, Center for Law and the Arts, Columbia University School of Law, 1993, 334p (ISBN 0-929912-02-0)
- Arts-Spectacle, Paris, ROME, Documentation française, 1995, 303 p. (ISBN 2-11-003170-0)
- La Condition d’artiste, regards sur l’art, l’argent et la société, Paris, Maxima, 1997, 382 p. (ISBN 2-84001-104-2, lire en ligne)
- Écrire pour le théâtre, Paris, Eyrolles, 2008, 208 p. (ISBN 978-2-212-54174-8, lire en ligne)
- Citations d’artistes expliquées, Paris, Eyrolles, 2009, 207 p. (ISBN 978-2-212-54389-6, lire en ligne)

### Chansons
- Ding-Ding-Dong, par Maria Candido, musique de Paul Mauriat
- Toi et moi, par Mireille Mathieu, musique de Pallavicinni-Conte
- Katy, Katia, Catherine, par Caterina Valente, musique d'A. Romero
- Enfants d’aujourd’hui, hommes de demain, par Michèle Torr, musique de Paul Mauriat
- Adieu l’été, adieu la plage, musique et orchestre de Paul Mauriat
- Cent mille fois, par Hubert Pontat
- Un homme en transes, par Hubert Pontat
- Au son de mon accordéon, par Jack Lantier et l'orchestre d’Aimable
- D’où viens-tu, où vas-tu ?, par Thamila, musique de Bendaoud
- Ah ! si j’avais, par Thamila, musique de Bendaoud
- Pour faire un homme, par Julie Lande, musique de Jean Setti
- En avant la musique, par Julie Lande, musique de Jean Setti

### Romans
- La Femme à la panthère, Paris, Galliera, 1971, 221 p.
- Doña Jane, Michèle Ressi, Paris, Galliera, 1971, 253 p.
- Les Amants de la haine, Paris, Galliera, 1972, 238 p.
- Le Mort du bois de Saint-Ixe, Paris, Fayard, 1974, 180 p. (ISBN 2-8302-1174-X)
- Mémoires de Belle ou l'Amour-chien : roman, Paris, éditions Albin Michel, 1988, 213 p. (ISBN 2-226-03262-2)
- Le Roman de Marie, Paris, Hachette Jeunesse, 1988, 316 p. (ISBN 2-01-013844-9)
- Le Jeu avec le feu, Paris, Presses de la Cité, coll. « Marie-Bataille », 1990, 214 p. (ISBN 2-285-00270-X)
- L’Apprenti humain, Paris, Presses de la Cité, coll. « Marie-Bataille », 1990, 218 p. (ISBN 2-285-00271-8)
- La Gueule du loup, Paris, Presses de la Cité, coll. « Marie-Bataille », 1990, 220 p. (ISBN 2-285-00339-0)
- La Mémoire des corps, Paris, Presses de la Cité, coll. « Marie-Bataille », 1990, 220 p. (ISBN 2-285-00438-9)

### Documentaire
- 1969 : Euréka - Crime d'Agnès Delarive

### Cinéma
- 1968 : La Nuit la plus chaude de Max Pécas
- 1970 : Claude et Greta de Max Pécas
- 1975 : Les mille et une perversions de Felicia de Max Pécas

### Télévision
- 1965 : Des fleurs pour l'inspecteur (Les Cinq Dernières Minutes, épisode no 36, TV) de Claude Loursais
- 1967 : Do mi sol trois filles à marier de Jean Marcellot
- 1975 : La preuve par treize d'Olivier Ricard avec Sabine Azéma, François Nocher
- 1976 : Ma mie Rose de Pierre Goutas avec Gisèle Casadesus, Claude Giraud, Claude Jade
- 1977 : Attention chien méchant de Bernard Roland avec Pascale Audret, Marion Game, Alain Mottet, Fernand Ledoux
- 1980 : Comme chien et chat de Bernard Roland avec Robert Manuel, Gisèle Casadesus
- 1980 : Les Dames de cœur série télévisée de Paul Siegrist avec Odette Laure, Madeleine Robinson, Gisèle Casadesus
  - Sacré monstre
  - Une aïeule à pedigree
  - Le Gang du troisième âge
  - Jupons en bataille
  - Un amour d’émir
  - Adam et elles
- 1983 : La Dernière cigarette de Bernard Toublanc-Michel avec Dany Carrel, Henri Garcin, Paule Noëlle
- 1983 : La Dame aux mille et une vies de Pierre Goutas avec Danielle Darrieux
- 1984 : Rue Carnot (comme dialoguiste pour 30 épisodes)

### Théâtre
- 1985 : La Part du rêve, au Théâtre de Poche, mise en scène d'Étienne Bierry, avec Julian Negulesco, Marion Bierry, Louis Lyonnet
- 1987 : Les Mariés de midi, créé aux galas Karsenty-Herbert, mise en scène de Jean-Paul Cisife, avec Marthe Mercadier, Sady Rebbot, Hélène Duc
- 1994 : Cherche père passionnément, créé aux galas Karsenty-Herbert, mise en scène de Daniel Delprat, avec Henri Garcin, Annie Sinigalia, Nathalie Bach, Étienne Draber
- 1995 : La Fontaine, le Libertin de Dieu, créé au Théâtre de Boulogne Billancourt, mise en scène de Daniel Delprat, avec Bernard Fresson, Catherine Allégret, Pierre Mottet, Edwige Navarro
  - 1996 : festivals et tournée, avec Guy Tréjan dans le rôle-titre et Catherine Rouvel
  - 1997 : repris à la Comédie des Champs-Elysées
- 1998 : Sacrée Sophie !, au Théâtre de la Fleuriaye, mise en scène de Bernard Toublanc-Michel, avec Marthe Mercadier, Jean Dalric, Paule Noëlle, Marie-Silvia Manuel – édité : Art et Comédie, 1998, 85 p.  (ISBN 2-84422-057-6)
- 2005 : Sand & Musset, les Amants du siècle, créé au Festival d'Avignon, mise en scène d'Albert-André Lheureux – édité : Art et Comédie, 2006, 109p.  (ISBN 2-84422-548-9)
  - 2006 : reprise en festivals et tournée
  - 2007 : Théâtre de la Huchette à Paris
- 2008 : Angela for ever, (spectacle musical) créé au Festival d'Avignon, mise en scène de Jean-Paul Rolin, avec Sophie Bonduelle
  - 2009 : tournée en France
  - 2010 : à Paris: Aktéon Théâtre, Théâtre Essaïon

### Histoire
- Dictionnaire des citations de l’Histoire de France, Paris, éditions du Rocher, 1990, 792 p. (ISBN 2-268-01017-1)
- L’Histoire de France en 1000 citations, Paris, Eyrolles, 2011, 519 p. (ISBN 978-2-212-54304-9, présentation en ligne)
- L’Histoire en citations, Paris, 2014, e-book (11 volumes) (ISBN 978-2-37184-014-0, présentation en ligne)
- Histoire du chat : 10 000 ans d'histoire et de légendes, Paris, Publishroom, 2017, 104 p. (ISBN 979-10-236-0601-0)